# Jezioro Bnińskie
Jezioro Bnińskie – jezioro w woj. wielkopolskim, w pow. poznańskim, w gminie Kórnik, leżące na terenie Równiny Wrzesińskiej.
Dobrze rozwinięta linia brzegowa, w części północnej w jezioro wrzyna się wąski półwysep Szyja, na którym znajdują się dwa grodziska. Brzegi niskie, w niewielkiej części zalesione. Występujące gatunki ryb: ukleja, płoć, wzdręga, jaź, leszcz, krąp, okoń, sandacz, szczupak, węgorz, karp, lin, karaś srebrzysty i inne. Bardzo zróżnicowane dno powoduje, że zbiornik jest atrakcyjnym łowiskiem wędkarskim (wchodzi w skład jezior Gospodarstwa Rybackiego w Miłosławiu). W Błażejewku ośrodek wczasowy, hotel, pole namiotowe i port do wodowania sprzętów wodnych.

## Dane morfometryczne
Powierzchnia zwierciadła wody według różnych źródeł wynosi od 221,5 ha do 225,9 ha.
Zwierciadło wody położone jest na wysokości 65,3 m n.p.m. lub 65,5 m n.p.m. Średnia głębokość jeziora wynosi 4,2 m, natomiast głębokość maksymalna 8,5 m.
W oparciu o badania przeprowadzone w 2001 roku wody jeziora zaliczono do III klasy czystości.